# ميدان صلاح الدين
ميدان صلاح الدين (عرف سابقا باسم ميدان الرميلة والميدان الأسود (قراميدان)، وميدان سوق الخيل) هو أحد أهم الميادين التاريخية في القاهرة، كانت به محطة الميدان ومسطبة المحمل، وهو في الأصل من بقايا ميدان أحمد بن طولون ويقع أسفل القلعة.
تعطل إعماره على يد العديد من الملوك والسلاطين، بينما كانت أزهى أيامه عندما أعاد الناصر محمد بن قلاوون تعميره وكان يلعب فيه الكرة مع أمرائه يومي السبت والثلاثاء من كل أسبوع، كما استخدم الميدان في صلاة العيدين واستقبال مواكب السلاطين والرسل والسفراء والاحتفالات واستعراض الجيوش.
يحده من الشرق باب العزب ومن الغرب جامع الرفاعي ومدرسة السلطان حسن، يتفرع من الميدان عدة شوارع مثل شارع الإمام الشافعي، وشارع الأقدام المؤدي إلى مقابر السيدة نفيسة.

## التسمية
وتأتي تسمية الميدان بالرميلة لأن أرضه والأرض المحيطة به كانت واقعة بين شرفين (هضبتين) عاليين هما الشرف الذي بنيت عليه قلعة الجبل شرقا، والشرف الآخر هو الذي بنيت عليه قلعة الكبش، وكان الميدان ملتقى وامتداد لرمالهما وترابهما فسمي باسم الرميلة، وأحياناً كان يطلق عليه الرملة. وكان اسم الرملة يطلق أحياناً على الطريق الصاعد من ميدان الرميلة إلى باب المدرج بالقلعة ويمثله الآن سكة المحجر خصوصاً في النصف الثاني من عصر المماليك الجراكسة

## قصة الميدان
عرف ميدان القلعة قديماً باسم »ميدان الرميلة« وعرف حديثاً باسم ميدان »صلاح الدين«.. وقد شهد هذا الميدان العديد من احتفالات المماليك فكان يخرج منه موكب السلطان من مقر الحكم بالقلعة متجهاً للمرور بشوارع القاهرة في المناسبات الهامة مثل خروج تجريدة (جيش) للحرب أو خروج المحمل (كسوة الكعبة) للحجاز أو عند الاحتفال بثبوت رؤية هلال رمضان.. يتميز الميدان كما نري في هذه الصورة التي التقطت سنة 1865 بمسجد السلطان حسن الذي بناه الملك الناصر حسن بن محمد بن قلاوون سنة 1359 علي ساحة كانت تسمي »سوق الخيل«، ونري أيضاً علي اليمين مسجد المحمودية الذي أنشئ سنة 1567 ومازال موجوداً علي حالته إلي الآن ونري فسحة أو ميداناً كبيراً كانت تقام فيه الاحتفالات والألعاب واستعراض الجنود، ولا نري مسجد الرفاعي الشهير الذي يواجه السلطان حسن لأنه لم يبدأ العمل فيه إلا سنة 1869 ثم توقف فترة طويلة ولم يتم افتتاحه إلا سنة 1912 وقد قامت بإنشائه الوالدة باشا السيدة خوشيار هانم والدة الخديوي إسماعيل ودفنت فيه سنة 1885 ودفن فيه أيضاً الخديوي إسماعيل وزوجاته والسلطان حسين كامل والملك فؤاد وأمه فريال وابنه الملك فاروق.

## معرض صور

ميدان الرميلة